# Eumerus pulchellus
Eumerus pulchellus är en tvåvingeart som beskrevs av Friedrich Hermann Loew 1848. Eumerus pulchellus ingår i släktet månblomflugor, och familjen blomflugor.
Artens utbredningsområde är Italien. Inga underarter finns listade i Catalogue of Life.